# 默尔萨克
默尔萨克（法語：Meursac，法語發音：[mœʁsak]）是法国滨海夏朗德省的一个市镇，位于该省中部略偏西南，属于桑特区。

## 地理
默尔萨克（45°38'58"N, 0°48'33"W）面积26.17 平方千米，位于法国新阿基坦大区滨海夏朗德省，该省份为法国西部滨海省份，北起旺代省，西临大西洋，南至吉倫特省，东南接多爾多涅省，东北接德塞夫勒省接壤，东临夏朗德省。
与默尔萨克接壤的市镇（或旧市镇、城区）包括：科尔姆埃克吕斯、格雷扎克、蒙彼利埃德梅迪扬、雷托、圣罗曼德伯内、坦村、泰扎克。

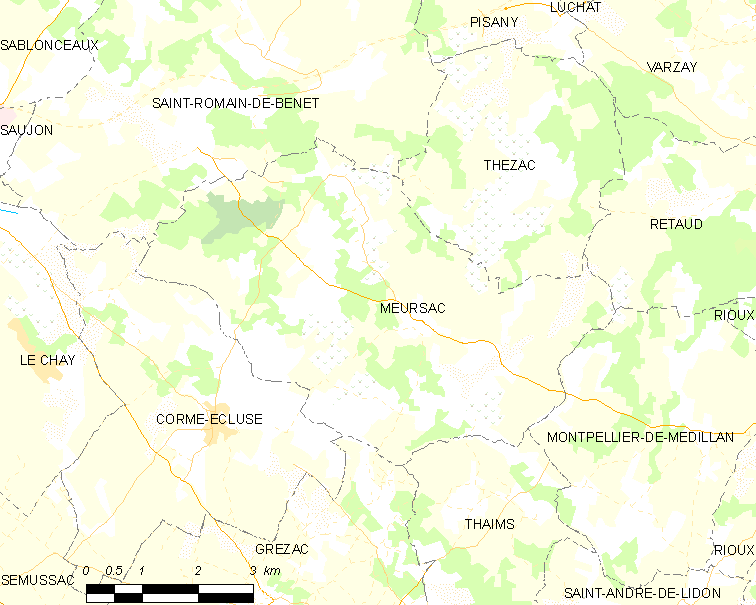
默尔萨克的OSM定位图

默尔萨克的时区为UTC+01:00、UTC+02:00（夏令时）。

## 行政
默尔萨克的邮政编码为17120，INSEE市镇编码为17232。

## 政治
默尔萨克所属的省级选区为桑通日-河口县。

## 人口

1962-2008年间默尔萨克人口变化图示

默尔萨克于2022年1月1日时的人口数量为1544人。